# Rasenrakel

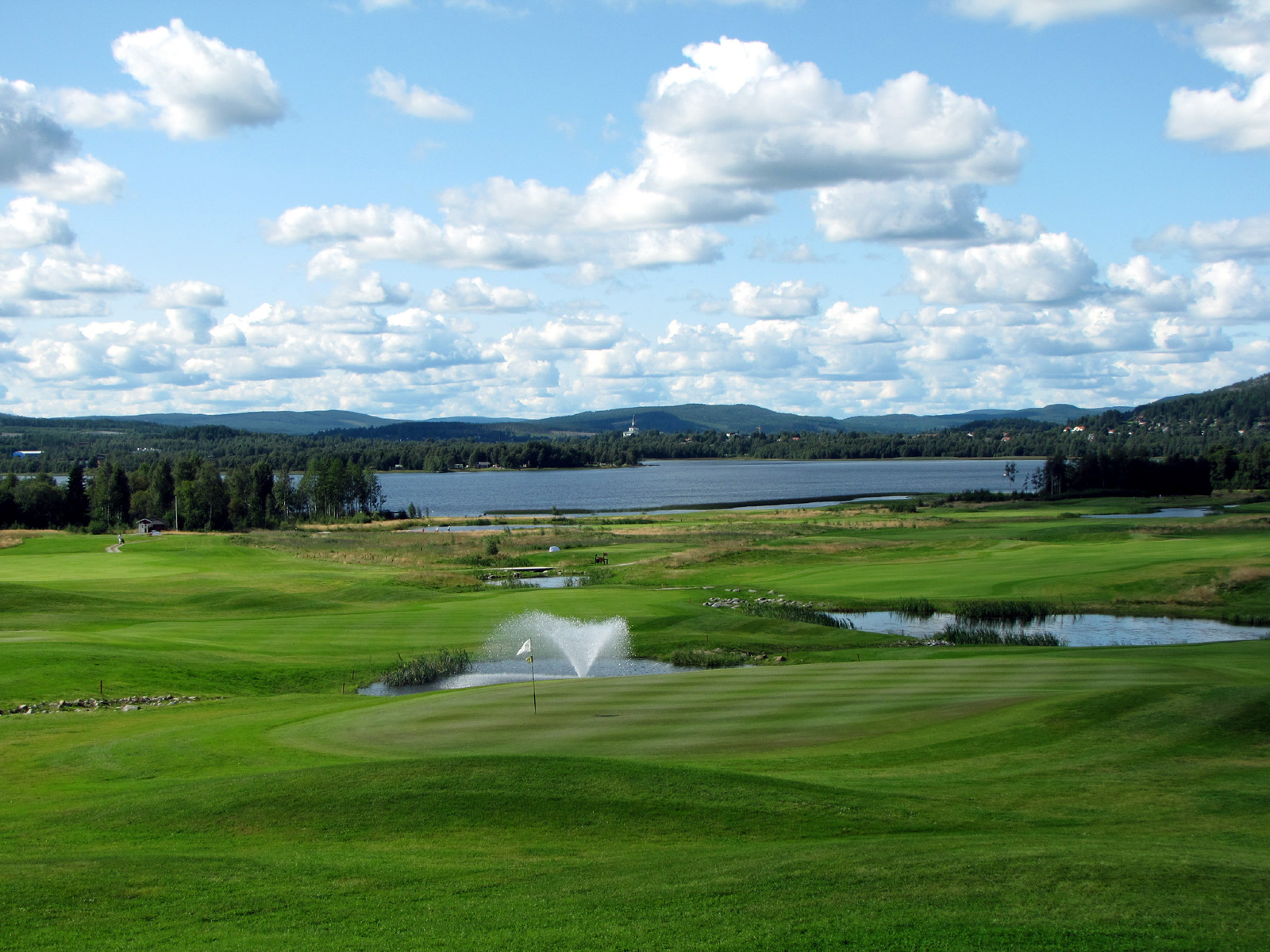
Golfrasen

Ein Rasenrakel (im englischen Sprachraum Level Rake, Levelawn Rake oder Lawn Levelling Rake genannt) ist ein Handwerkzeug, das zur Rasenpflege eingesetzt wird.

## Aufbau und Verwendung
Ein Rasenrakel besteht aus einem rechteckigen Gitter aus waagerecht angeordneten Metall-Vierkantrohren oder U-Profilen. An diesem Gitter ist ein beweglicher Stiel angebracht. Verwendet wird das Gerät zum Beispiel zum Anlegen oder zum Einsanden von Rasenflächen, zur gleichmäßigen Verteilung von Mutterboden, zum Topdressing und bei der Nachsaat zum Ausbessern von schadhaften Rasenstellen. Das zu verteilende Gut wird dabei auf die entsprechende Stelle des Bodens gegeben und durch Schiebe- und Ziehbewegungen mit dem Gitter des Rasenrakels gleichmäßig verteilt.
Das Werkzeug kann außerdem für die Beseitigung von Maulwurfshügeln oder anderen Unebenheiten auf Rasenflächen verwendet werden; ebenso ist es für die Verteilung von Splitt bei Pflasterarbeiten geeignet.

## Verbreitung
Rasenrakel wurden zunächst von Greenkeepern im Golfsport in den Vereinigten Staaten zur Pflege des Grüns eingesetzt. Spätestens seit Beginn der 2020er Jahre werden Rasenrakel auch in Europa von Profi- und Hobbygärtnern verwendet.
Aufgrund des relativ hohen Preises der Geräte existieren im Internet zahlreiche Do-it-yourself-Anleitungen für Rasenrakel.